# エデアグス

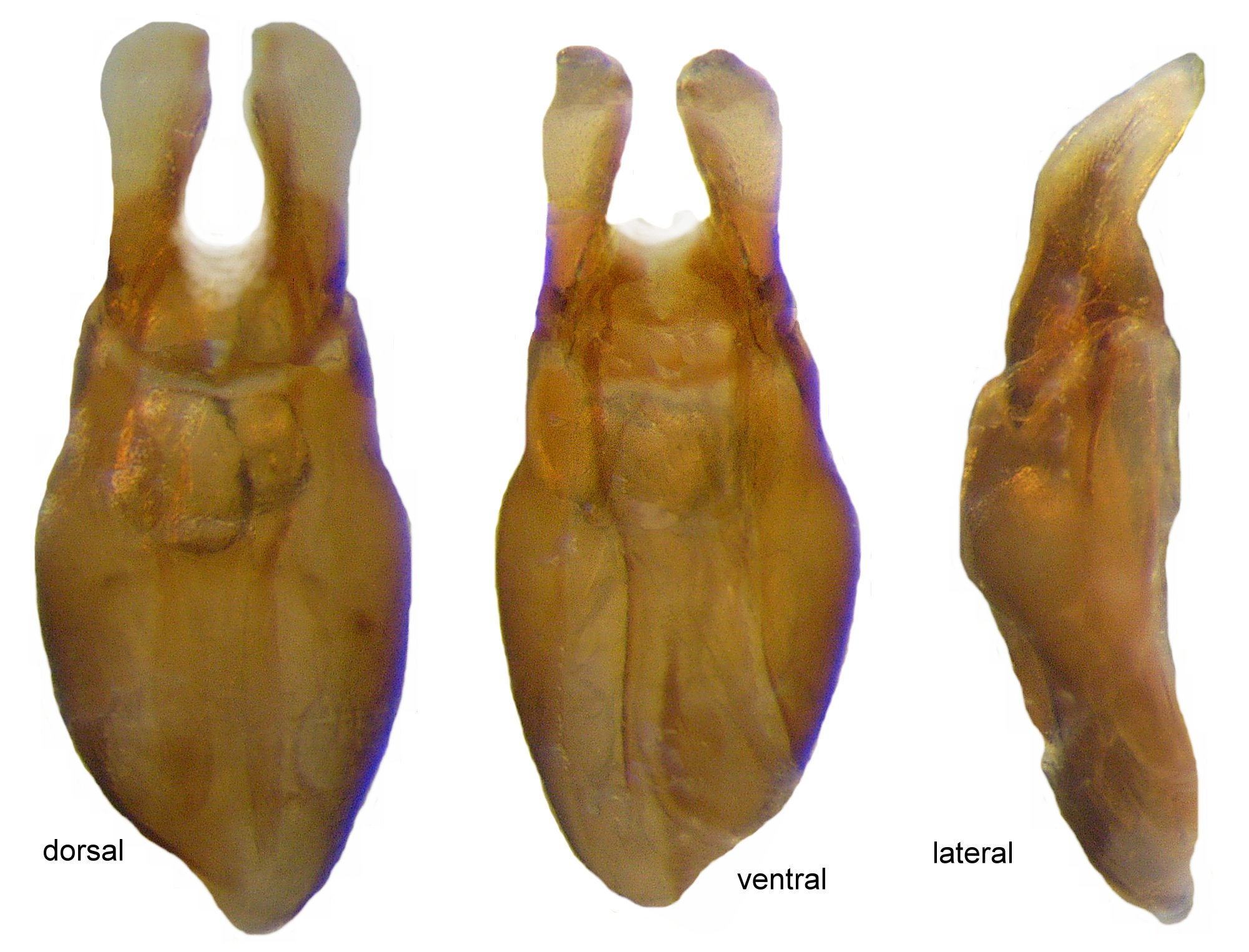
マグソコガネ属の1種 Aphodius maculatus のエデアグス（左：背面、中：腹面、右：側面、先端は上に向く）

エデアグス（英語: aedeagus, aedoeagus, edeagus）は、節足動物のうち昆虫の雄に特有の生殖器である。雌との交尾中に挿入器として精巣から精子を分泌する。哺乳類の陰茎にあたる。
外性器であるが、通常では腹部の内部に収納され、交尾の際に腹部の先端から突出する。発生学的には第9腹節と第10腹節由来の2対の付属肢（生殖肢 gonopod）を集約した部分であり、その中で第10腹節生殖肢由来の部分はペニスと呼ぶ。

## 名称
フランスの生物学者ルネ・ジャネル（René Jeannel）がペニスや陰茎、包皮といった用語は「脊椎動物の者である」としてギリシャ語の生殖器を指す「Ta aidoia」から作った(p48)。ジャネルは、メクラチビシデムシの体を研究中、同種間の生殖器が異常な多様性を持つ点に注目し、研究を行っていたが、ペニスの研究に際し弟子である「女学生」に泣かれたため、この造語を作ることになったとされる。また、ジャネルの1955年の著書は『L’Édéage』（エデアグスをフランス語風にしたもの）という。